# Ain-bessem
Ain-bessem este un oraș din Algeria, din suburbia orașului Alger.